# Montes De Alfajarín Y Saso De Osera
Montes De Alfajarín Y Saso De Osera este o arie protejată (arie de protecție specială avifaunistică — SPA) din Spania întinsă pe o suprafață de 11.837,36 ha, integral pe uscat.

## Localizare
Centrul sitului Montes De Alfajarín Y Saso De Osera este situat la coordonatele 41°36′01″N 0°36′25″W / 41.6002°N 0.607051°V.

## Înființare
Situl Montes De Alfajarín Y Saso De Osera a fost declarat arie de protecție specială avifaunistică în iulie 2016 pentru a proteja 42 de specii de animale.

## Biodiversitate
Situată în ecoregiunea mediteraneană, aria protejată nu include niciun habitat protejat.
La baza desemnării sitului se află mai multe specii protejate de  păsări (42): lăcar mare (Acrocephalus arundinaceus), ciocârlie-de-câmp (Alauda arvensis), fâsă-de-câmp (Anthus campestris), acvilă de munte (Aquila chrysaetos), Aquila fasciata, buha (Bubo bubo), pasărea ogorului (Burhinus oedicnemus), șorecarul comun (Buteo buteo), ciocârlie-cu-degete-scurte (Calandrella brachydactyla), Chersophilus duponti, șerpar (Circaetus gallicus), erete de stuf (Circus aeruginosus), erete vânăt (Circus cyaneus), porumbel de scorbură (Columba oenas), porumbel gulerat (Columba palumbus), presură de stuf (Emberiza schoeniclus), șoim de iarnă (Falco columbarius), Falco naumanni, șoim călător (Falco peregrinus), șoimul rândunelelor (Falco subbuteo), Galerida theklae, vulturul pleșuv sur (Gyps fulvus), ciocârlie de bărăgan (Melanocorypha calandra), prigoare (Merops apiaster), gaia neagră (Milvus migrans), gaia roșie (Milvus milvus), codobatură galbenă (Motacilla alba), vultur egiptean (Neophron percnopterus), pietrar mediteranean (Oenanthe hispanica), Oenanthe leucura, pietrar sur (Oenanthe oenanthe), dropie (Otis tarda), codroș de munte (Phoenicurus ochruros), Pterocles alchata, Pterocles orientalis, Pyrrhocorax pyrrhocorax, cristei de baltă (Rallus aquaticus), turturică (Streptopelia turtur), Sylvia conspicillata, silvie de tufiș (Sylvia undata), spârcaci (Tetrax tetrax), pupăză (Upupa epops).
Pe lângă speciile protejate, pe teritoriul sitului au mai fost identificate 5 specii de plante, 13 specii de păsări, 3 specii de amfibieni, 1 specie de mamifere, 3 specii de reptile.